# أوجور
أوجور (بالروسية: Ужур) هي إحدى مدن روسيا في الكيان الفدرالي الروسي كراسنويارسك كراي.
يبلغ عدد سكانها 16,093  نسمة (حسب إحصاء عام 2010).